# Giovanni Bernardo Lama
Giovanni Bernardo Lama (1530 circa – 1600 circa) è stato un pittore italiano attivo principalmente a Napoli.

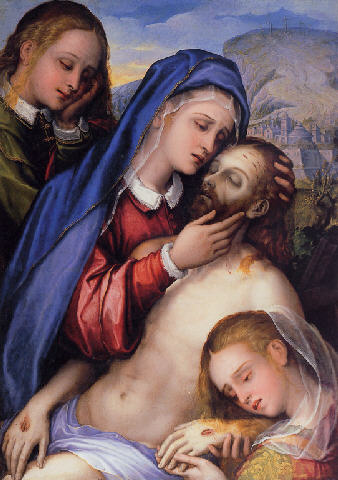
Giovanni Bernardo Lama, La Pietà

Fu seguace di Raffaello e appartenente al rinascimento italiano. Apprese l'arte della pittura dai maestri Giovanni Antonio Amato e Polidoro da Caravaggio, il quale erano giunto a Napoli durante il sacco di Roma del 1527.
I suoi dipinti sono caratterizzati dall'uso dei colori rosso e verde molto intensi con dense ombre.
Il suo lavoro più importante è una "Deposizione" conservata presso la pontificia Reale Basilica di San Giacomo degli Spagnoli di Napoli.
Il 21 gennaio 1586 l'artista dichiara di avere circa cinquant'anni. In base a tale dichiarazione è plausibile posticipare la data di nascita del pittore intorno agli anni Trenta del XVI secolo. L'artista risulta ancora in vita nel 1600.
Spesso viene confuso con Giovanni Battista Lama (1660), pittore e napoletano anch'esso.